# Іван Перес Муньйос
Іван Перес Муньйос (ісп. Iván Pérez Muñoz, нар. 29 січня 1976, Мадрид) — іспанський футболіст, що грав на позиції нападника за низку іспанських клубних команд, а також за молодіжну збірну Іспанії.

## Клубна кар'єра
Народився 29 січня 1976 року в Мадриді. Вихованець футбольної школи місцевого «Реала».
У дорослому футболі дебютував 1993 року виступами за його команду дублерів «Реал Мадрид Кастілья», в якій провів чотири сезони, взявши участь у 31 матчі чемпіонату. А в сезоні 1996/97 провів три гри Ла-Ліги у складі головної команди «вершкових». Того ж сезону на правах оренди грав за «Екстремадуру», яка той сезон проводила також в еліті іспанського футболу.
1997 року перебрався до складу «Реал Бетіс», а згодом провів 10 ігор за французький «Бордо» по ходу переможного для нього сезону 1998/99.
1999 року повернувся на батьківщину, приєднавшись до «Депортіво» (Ла-Корунья), де став співавтором сенсаційної перемоги у чемпіонаті в сезоні 1999/2000. Щоправда його особистий внесок у цей тріумф обмежився виходом на поле лише у трьох матчах першості. Протягом 2001—2002 років віддавався в оренду до «Нумансії» та «Леганеса». Після цих оренд за два сезони відіграв за клуб з Ла-Коруньї ще дві гри.
Завершував ігрову кар'єру у третьоліговій на той момент «Жироні» протягом сезону 2004/05 років.

## Виступи за збірні
1993 року дебютував у складі юнацької збірної Іспанії (U-18), загалом на юнацькому рівні взяв участь у 8 іграх, відзначившись одним забитим голом.
Протягом 1996–1998 років залучався до складу молодіжної збірної Іспанії. На молодіжному рівні зіграв у 10 офіційних матчах, забив 5 голів. Зокрема став автором єдиного гола у фіналі молодіжного Євро-1998, принісши своїй команді другий у її історії титул континентального чемпіона.

## Титули і досягнення
- Чемпіон Іспанії (1):

«Депортіво»: 1999-2000
- Володар Суперкубка Іспанії з футболу (1):

«Депортіво»: 2000
- Чемпіон Франції (1):

«Бордо»: 1998-1999
- Переможець молодіжного чемпіонату Європи (1):

Іспанія U-21: 1998